# ズイコーデジタルレンズ

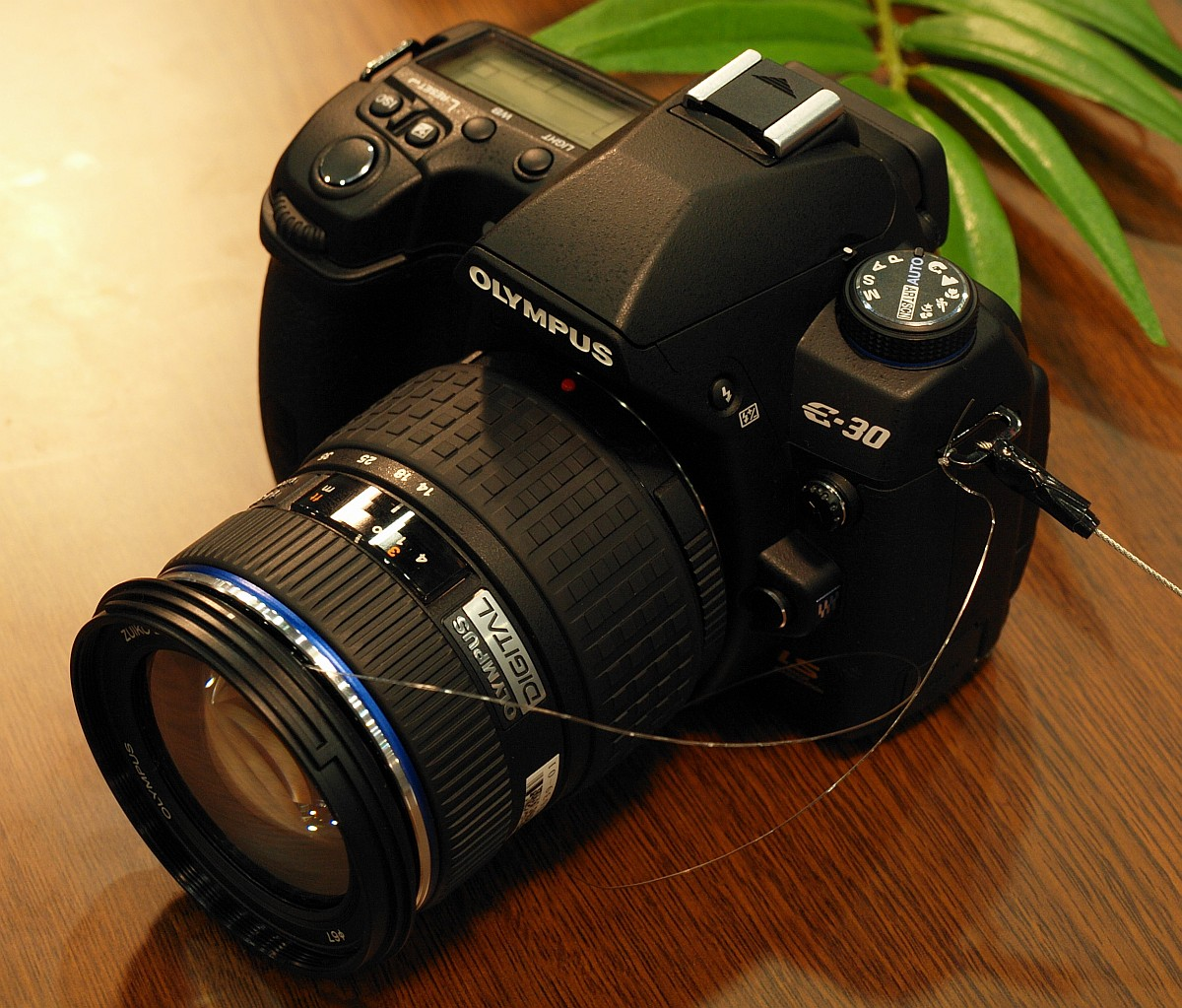
ED 14-54mm F2.8-3.5 IIを装着したE-30

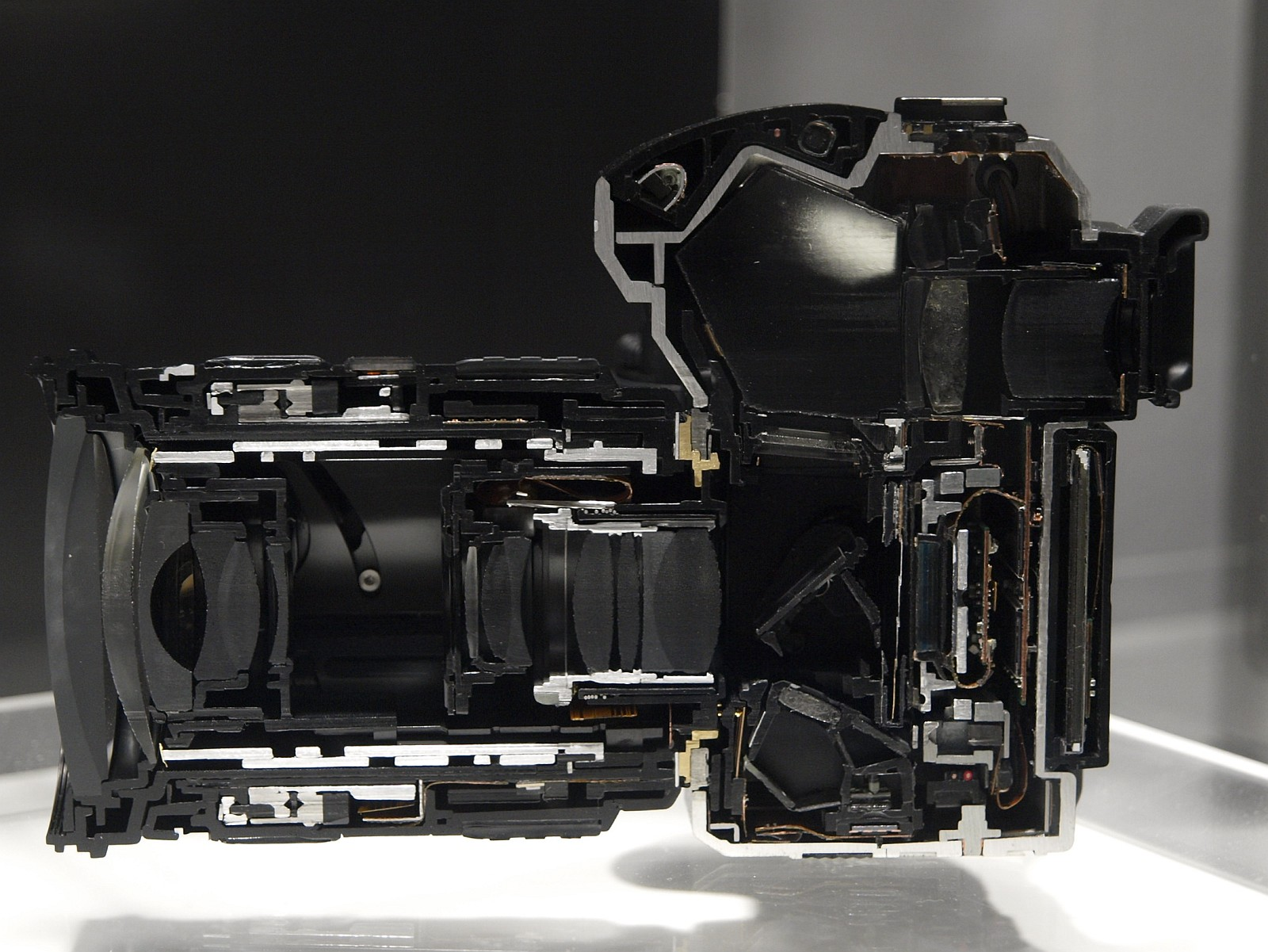
ED 12-60mm F2.8-4.0 SWDを装着したE-3のカットモデル

ズイコーデジタルレンズ（Zuiko Digital Lens）は、オリンパスおよび後継のOMデジタルソリューションズが展開するデジタルカメラ用の写真レンズブランドである。
デジタル一眼レフカメラ・ミラーレス一眼カメラ用交換レンズのほか、コンパクトデジタルカメラ用のレンズブランドとしても展開されている。

## 概要
ズイコーはオリンパス伝統のレンズブランドであり、1936年に発表した「セミオリンパス I」で使用したレンズが瑞穂光学研究所で開発されたことや、当時の社名の高千穂製作所や商標名オリンパスとの関連も深いことから、めでたい事の兆しを表す光を意味する「瑞光」と名が付けられた。
オリンパスは一時ズイコーブランドを使わず、オーソドックスに「オリンパスレンズ」と称した時代もあったが、2003年にフォーサーズシステムを採用したデジタル一眼レフカメラ・オリンパスE-システムのリリースで、E-システムが実質的にオリンパスOMシステムの後継製品である意味からズイコーブランドを復活させた。デジタルカメラに最適化した光学特性と、さらに精度を高めた加工技術でリファインし、写真用レンズとして最高レベルの性能を備え、将来的に達成が見込まれる2000万画素超の高解像度にも対応できるとしている。
基本設計は、35mm判レンズを共用できる他社システムと違い、完全なデジタル専用として設計されており、撮像素子全体に垂直に近く光線が入射するような高度なテレセントリック性を実現するため、APS-Cサイズよりもやや小さめなイメージセンサーでありながらレンズの口径は決して小さくはない。
主力のズームレンズでは超広角系から超望遠系まで揃っているほか、単焦点のマクロレンズや大口径超望遠レンズもラインアップされており、魚眼レンズも2006年1月に発売された。全レンズがAF対応で、マウントはフォーサーズマウントのため、OMシステムのボディーには装着出来ない。E-システムのボディーには純正マウントアダプターの使用で従来のOMシステム用ズイコー交換レンズグループの装着も可能であるが、機能上の制約が多い。
2009年にはデジタルカメラ版のオリンパス・ペンの発売に伴い、マイクロフォーサーズシステムに対応したミラーレス一眼カメラ用レンズとしてM.ZUIKO DIGITALレンズシリーズがリリースされた。
2011年にはレンズ一体型のコンパクトデジタルカメラ用としてi.ZUIKO DIGITALレンズがXZ-1に搭載されている。
ズイコーデジタルレンズのうち、高級なタイプのものは長野県上伊那郡辰野町のオリンパスオプトテクノロジー辰野事業所で製造され、オリンパスは2007年のオリンパス E-3発表に合わせ、辰野事業所の品質力・開発力を「TATSUNO QUALITY」（タツノクォリティ) と命名し訴求して行くとした。その後、オリンパスが海外工場に生産を集約する方向に舵を切ったことで、TATSUNO QUALITYという言葉は聞かれなくなった。2018年、写真レンズ製造工場をベトナム工場へと集約。2021年1月1日、オリンパス映像事業部門が分社化したOMデジタルソリューションズが事業を開始した。

## ラインナップ

### フォーサーズシステム用
広角ズーム
- ZUIKO DIGITAL ED 7-14mm F4.0
- ZUIKO DIGITAL ED 9-18mm F4.0-5.6 
- ZUIKO DIGITAL 11-22mm F2.8-3.5

標準ズーム
- ZUIKO DIGITAL ED 12-60mm F2.8-4.0 SWD
- ZUIKO DIGITAL ED 14-35mm F2.0 SWD
- ZUIKO DIGITAL 14-45mm F3.5-5.6 
- ZUIKO DIGITAL ED 14-42mm F3.5-5.6 
- ZUIKO DIGITAL 14-54mm F2.8-3.5
- ZUIKO DIGITAL 14-54mm F2.8-3.5 II 
- ZUIKO DIGITAL 17.5-45mm F3.5-5.6（E-500 とのキットのみ） 

高倍率ズーム
- ZUIKO DIGITAL ED 18-180mm F3.5-6.3

望遠ズーム
- ZUIKO DIGITAL ED 35-100mm F2.0
- ZUIKO DIGITAL 40-150mm F3.5-4.5 
- ZUIKO DIGITAL ED 40-150mm F4.0-5.6 
- ZUIKO DIGITAL ED 50-200mm F2.8-3.5 
- ZUIKO DIGITAL ED 50-200mm F2.8-3.5 SWD
- ZUIKO DIGITAL ED 70-300mm F4-5.6
- ZUIKO DIGITAL ED 90-250mm F2.8

単焦点
- ZUIKO DIGITAL ED 8mm F3.5 Fisheye
- ZUIKO DIGITAL 25mm F2.8（パンケーキレンズ） 
- ZUIKO DIGITAL 35mm F3.5 Macro
- ZUIKO DIGITAL ED 50mm F2.0 Macro
- ZUIKO DIGITAL ED 150mm F2.0
- ZUIKO DIGITAL ED 300mm F2.8

### マイクロフォーサーズシステム用
広角ズーム
- M.ZUIKO DIGITAL ED 7-14mm F2.8 PRO
- 　M.ZUIKO DIGITAL ED 8-25mm F4.0 PRO
- M.ZUIKO DIGITAL ED 9-18mm F4.0-5.6

標準ズーム
- M.ZUIKO DIGITAL ED 12-40mm F2.8 PRO 生産終了
- M.ZUIKO DIGITAL ED 12-40mm F2.8 PRO II
- M.ZUIKO DIGITAL ED 12-45mm F4.0 PRO
- M.ZUIKO DIGITAL ED 12-50mm F3.5-6.3 EZ 生産完了 
- M.ZUIKO DIGITAL ED 14-42mm F3.5-5.6
- M.ZUIKO DIGITAL ED 14-42mm F3.5-5.6 L
- M.ZUIKO DIGITAL 14-42mm F3.5-5.6 II 生産完了 
- M.ZUIKO DIGITAL 14-42mm F3.5-5.6 II R
- M.ZUIKO DIGITAL ED 14-42mm F3.5-5.6 EZ

高倍率ズーム
- M.ZUIKO DIGITAL ED 12-100mm F4.0 IS PRO
- M.ZUIKO DIGITAL ED 12-200mm F3.5-6.3
- M.ZUIKO DIGITAL ED 14-150mm F4.0-5.6
- M.ZUIKO DIGITAL ED 14-150mm F4.0-5.6 II

望遠ズーム
- M.ZUIKO DIGITAL ED 40-150mm F4.0-5.6
- M.ZUIKO DIGITAL ED 40-150mm F4.0-5.6 R
- M.ZUIKO DIGITAL ED 40-150mm F2.8 PRO
- M.ZUIKO DIGITAL ED 75-300mm F4.8-6.7
- M.ZUIKO DIGITAL ED 75-300mm F4.8-6.7 II
- 　M.ZUIKO DIGITAL ED 100-400mm F5.0-6.3 IS
- 　M.ZUIKO DIGITAL ED 150-400mm F4.5 TC1.25x IS PRO

単焦点
- M.ZUIKO DIGITAL ED 8mm F1.8 Fisheye PRO
- M.ZUIKO DIGITAL ED 12mm F2.0
- M.ZUIKO DIGITAL ED 17mm F1.2 PRO
- M.ZUIKO DIGITAL 17mm F1.8
- M.ZUIKO DIGITAL 17mm F2.8 生産完了 
- M.ZUIKO DIGITAL ED 25mm F1.2 PRO
- M.ZUIKO DIGITAL 25mm F1.8
- M.ZUIKO DIGITAL ED 30mm F3.5 Macro
- M.ZUIKO DIGITAL ED 45mm F1.2 PRO
- M.ZUIKO DIGITAL 45mm F1.8
- M.ZUIKO DIGITAL ED 60mm F2.8 Macro
- M.ZUIKO DIGITAL ED 75mm F1.8
- M.ZUIKO DIGITAL ED 300mm F4.0 IS PRO